# Sierakowice (Poméranie)
Pour les articles homonymes, voir Sierakowice.
Sierakowice est une localité polonaise, siège de la gmina rurale de Sierakowice située dans le  powiat de Kartuzy en voïvodie de Poméranie. Elle se trouve à environ 21 km à l'ouest de Kartuzy et 49 km à l'ouest de la capitale régionale Gdańsk.

## Géographie

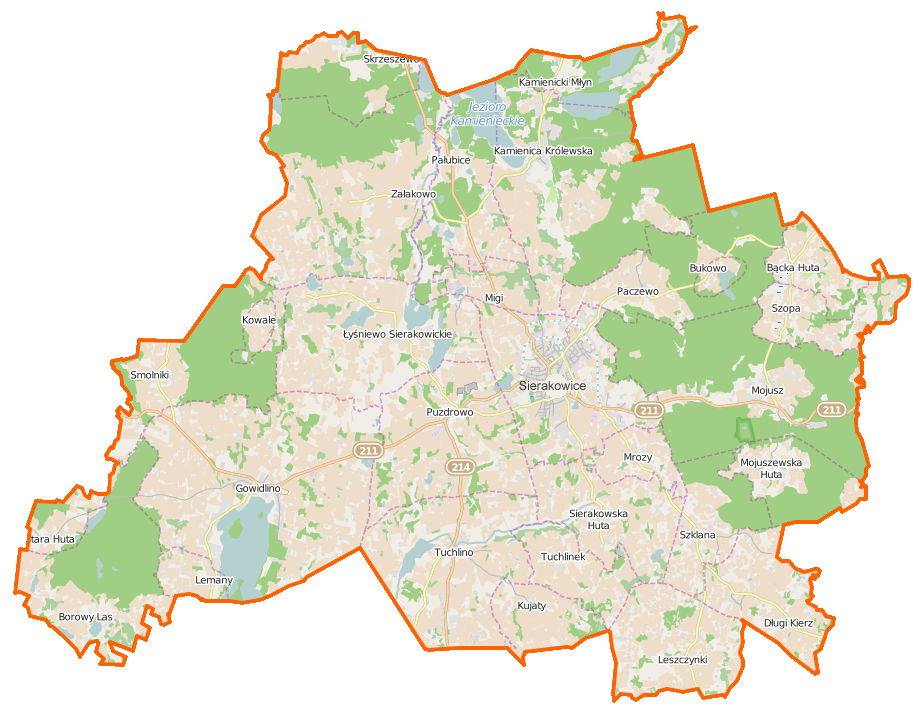
Carte de la gmina de Sierakowice.

## Histoire
De 1818 à 1920, Sierakowitz fait partie de l'arrondissement de Karthaus dans le district de Dantzig dans la province de Prusse-Occidentale.